# Organisation juridictionnelle au Pakistan
Le système juridictionnel pakistanais respecte le caractère fédéral du pays

## Structure
- Cours des juges civils (Courts of Civil Judge)
- Cours d'instance judiciaire (Judicial Magistrate Courts)
- Cours de districts (District Courts)
- Hautes cours (High Courts)
- Cour fédérale de la charia (Federal Shariat Court)
- Cour suprême (Supreme Court)

## Hautes Cours

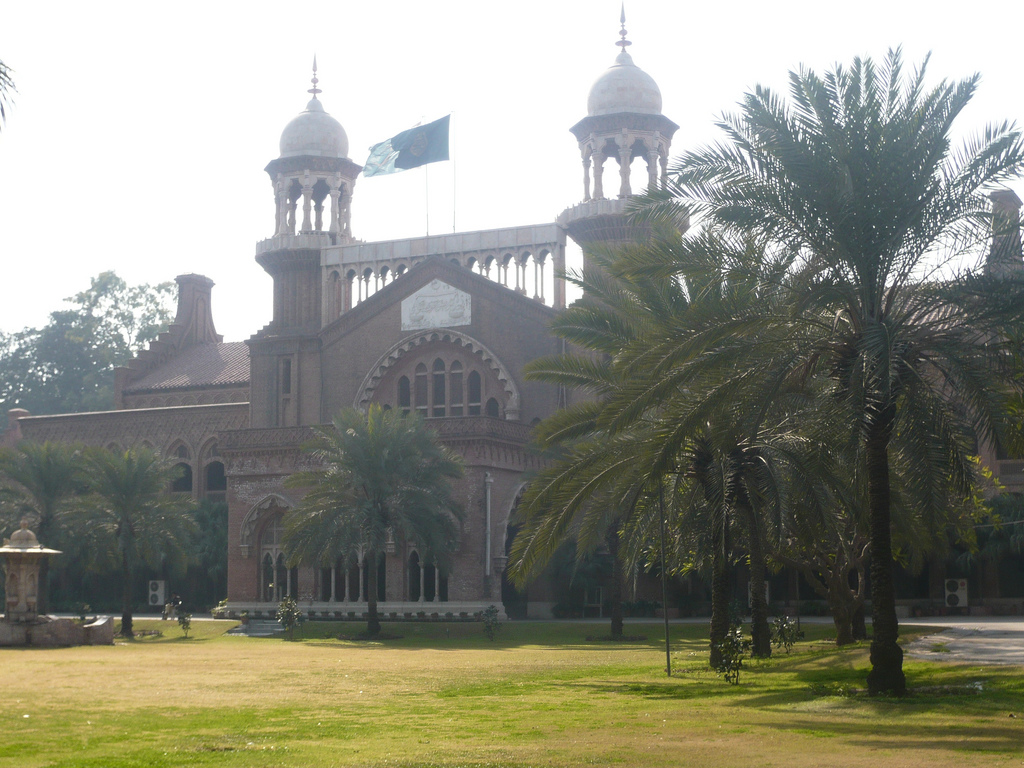
La Haute Cour de Lahore (Pendjab).

Les Hautes Cours sont les juridictions fédérées les plus puissantes du pays. On en trouve une dans chaque province et sont à la tête des juridictions inférieures des provinces. Elles siègent dans la capitale de chaque province. Elles connaissent surtout les appels de juridictions inférieures de leur province, et sont déterminantes en ce qui concerne la jurisprudence des juridictions inférieures qui leur sont rattachées. Leurs décisions sont susceptibles d'appel devant la Cour suprême.
Il y avait au départ quatre Hautes Cours, correspondant aux quatre provinces. La Haute Cour d'Islamabad devient la cinquième du type, créée le 14 décembre 2007.
- Haute Cour de Lahore (Pendjab)
- Haute Cour de Karachi (Sind)
- Haute Cour de Peshawar (Khyber Pakhtunkhwa)
- Haute Cour de Quetta (Baloutchistan)
- Haute Cour d'Islamabad

## Tribunaux spéciaux
- Cours bancaire (Banking Courts)
- Services Tribunals
- Tribunaux des impôts sur le revenu (Income Tax Tribunals)
- Cours anti-corruption (Anti-corruption Courts)
- Cours anti-narcotique (Anti-narcotics Courts)
- Cours anti-terroriste (Anti-terrorist Courts)
- Cours du travail (Labour Relations Court)
- Board of Revenue
- Special Magistrate courts
- Consumer Courts